# Jessica Rossi
Jessica Rossi (n. 7 ianuarie 1992, Cento, Emilia-Romagna, Italia) este o trăgătoare de tir ce a reprezentat Italia, medaliată olimpică. A participat la 3 ediții ale Jocurilor Olimpice (2012, 2016, 2020) în care a câștigat o medalie de aur.